# Alstroemeria revoluta
Alstroemeria revoluta är en alströmeriaväxtart som beskrevs av Hipólito Ruiz López och Pav.. Alstroemeria revoluta ingår i släktet alströmerior, och familjen alströmeriaväxter. Inga underarter finns listade i Catalogue of Life.

## Bildgalleri

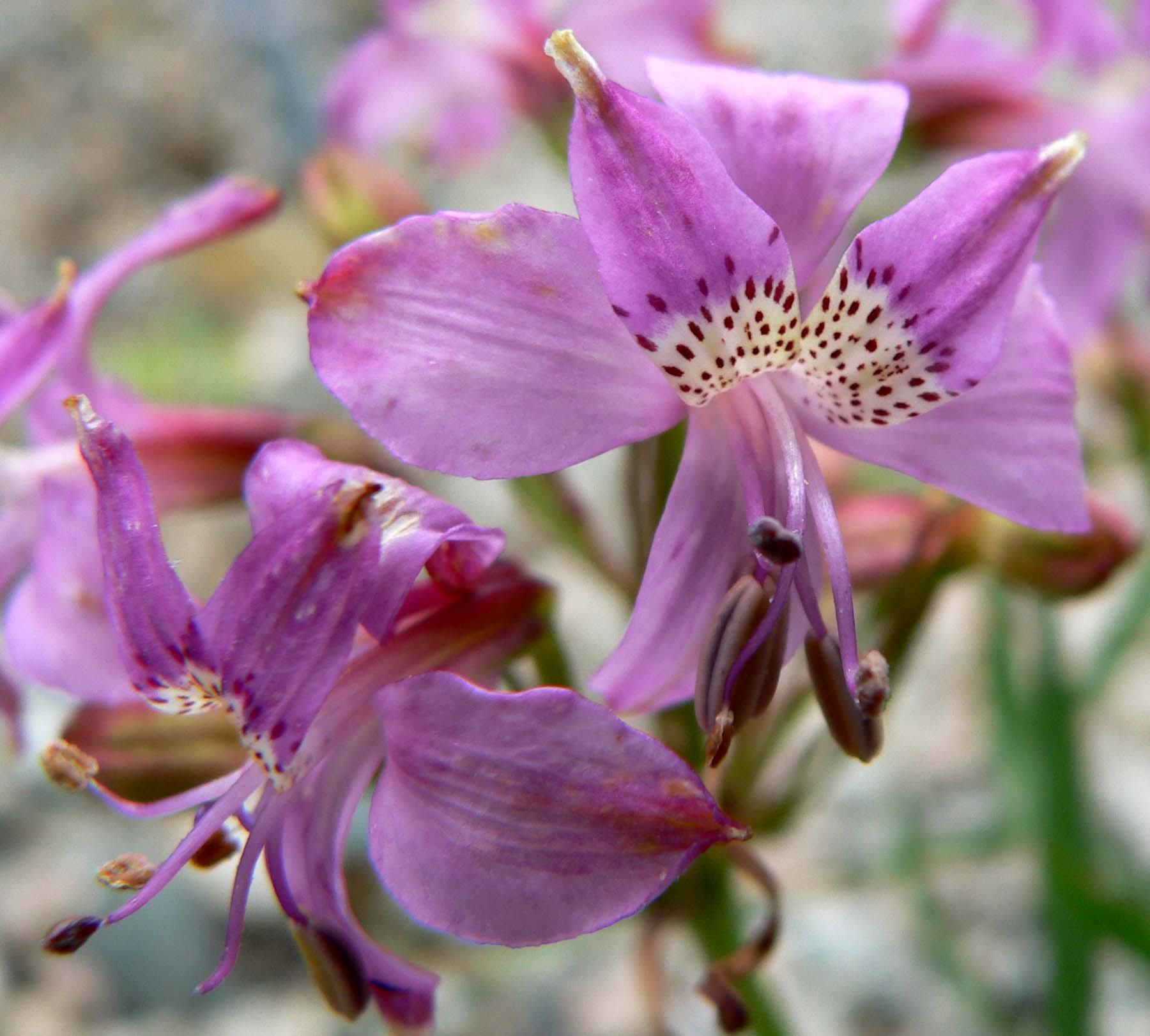
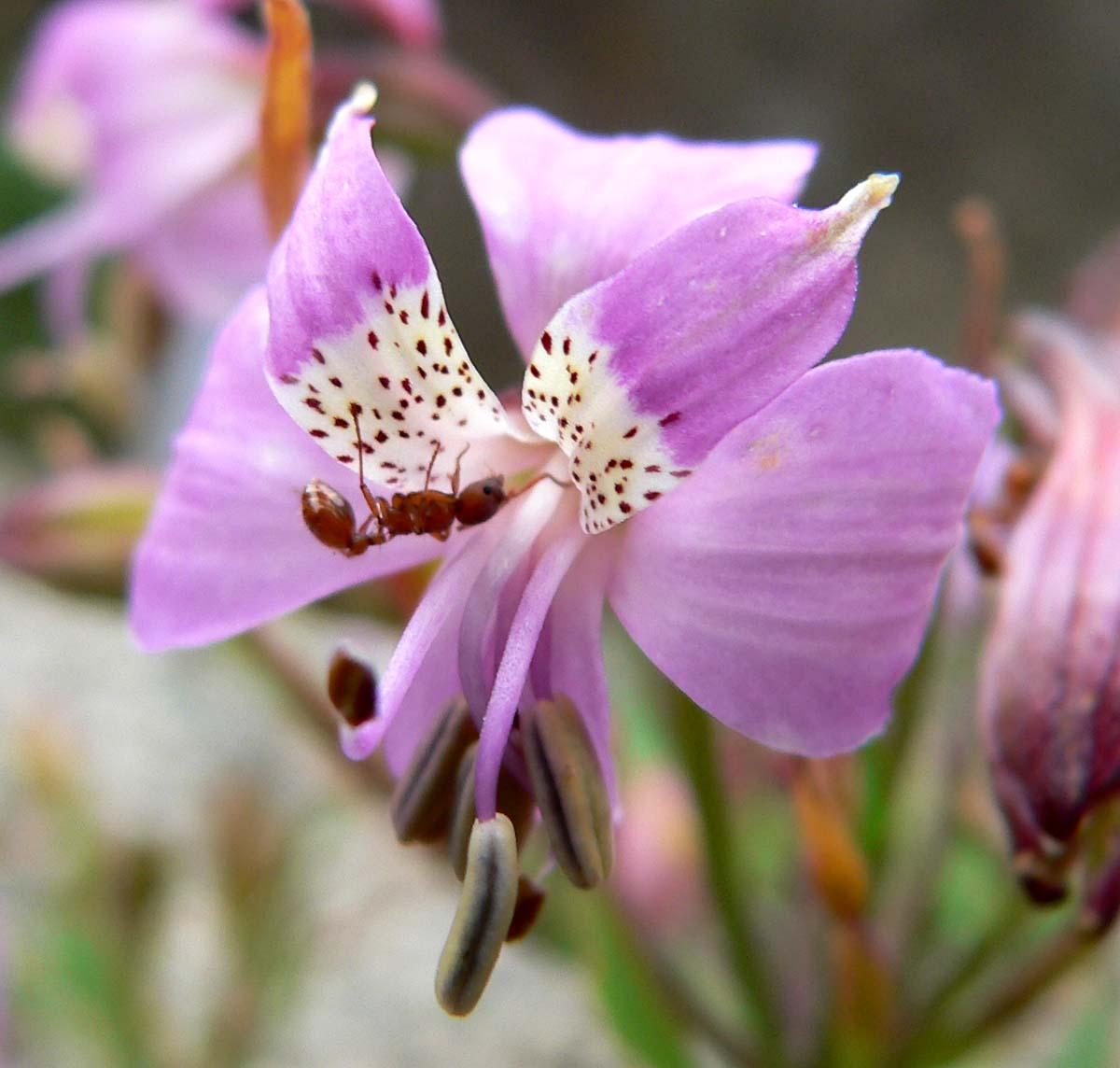